# Ioan Haller
Ioan Haller, în germană Johann Haller, în maghiară János Haller, (n. 1692 – d. 18 octombrie 1756) a fost guvernator al Transilvaniei între anii 1734-1755.

## Mecenat
Împreună cu soția sa Sofia Daniel a finanțat renovarea Bisericii Franciscane din Mediaș cu suma de 3.000 de florini renani. Lucrările de construcție au fost terminate în anul 1742. Donația acestei considerabile sume de bani pentru biserica din Mediaș a fost pusă în legătură cu faptul că lăcașul se afla în imediata apropiere a domeniului din Dârlos, unul din cele mai importante ale familiei Haller. După revenirea lor în oraș, franciscanii din Mediaș au slujit și la Dârlos din anul 1734.
Guvernatorul Haller și soția sa au sprijinit financiar de asemenea bisericile franciscane din Deva, Orăștie și Biserica Franciscană din Brașov.